# Arachosia albiventris
Arachosia albiventris är en spindelart som beskrevs av Cândido Firmino de Mello-Leitão 1922. 
Arachosia albiventris ingår i släktet Arachosia och familjen spökspindlar. Inga underarter finns listade i Catalogue of Life.